# Circulair dichroïsme
Circulair dichroïsme (CD) verwijst naar het verschil in absorptie tussen links en rechts gepolariseerd licht. Wanneer circulair gepolariseerd licht zich door een optisch actief medium verplaatst, zullen een aantal eigenschappen van de lichtstraal veranderen afhankelijk van de richting van polarisatie. Naast de snelheid en golflengte verandert ook de molaire extinctiecoëfficiënt. Dit effect is van belang in spectroscopische technieken om de conformatie van chirale moleculen te bepalen.

## Molair circulair dichroïsme
Bij een gegeven golflengte λ geldt:
ΔA = Alinks - Arechts
Waarbij ΔA het verschil in absorptie is tussen de absorptie van links circulair gepolariseerd licht en rechts circulair gepolariseerd licht.
Anders geschreven wordt dit:
ΔA = (εlinks - εrechts)Cl
Waarbij ε de moleculaire extinctiecoëfficiënt is voor links, respectievelijk rechts circulair gepolariseerd licht, C de molaire concentratie en l de lengte die het licht aflegt doorheen de oplossing.
Nu kan gesteld worden dat:
Δε = εlinks - εrechts
Met Δε het molaire circulaire dichroïsme.